# Jiří Nikodým
Jiří Nikodým (* 29. prosince 1938 Praha) byl český a československý ekonom a politik KSČ, za normalizace a krátce i po sametové revoluci ministr financí České socialistické republiky.

## Biografie
Vystudoval jedenáctiletou střední školu a dvouletou ekononomickou nástavbu a v letech 1958-1970 pracoval jako úvěrový inspektor a vedoucí oddělení poboček Státní banky československé v Ústí nad Labem a Teplicích. Krátce zastával funkci vedoucího oddělení investic krajské správy Státní banky československé v Ústí nad Labem a roku 1971 byl pověřen řízením pobočky Státní banky československé v Mostě. Zde při zaměstnání vystudoval v letech 1976-1981 VŠE Praha. V roce 1981 se stal náměstkem generálního ředitele hlavního ústavu Státní banky československé pro Českou socialistickou republiku a v roce 1984 jeho generálním ředitelem. Angažoval se ve strukturách KSČ. Byl členem předsednictva Okresního výboru KSČ. Zasedal v České plánovací komisi. V listopadu 1988 se stal kooptací členem Ústřední kontrolní a revizní komise KSČ. V období listopad 1988 - 1989 byl rovněž členem Komise pro kontrolní a revizní činnost KSČ v ČSR.
V červnu 1986 byl jmenován členem české vlády Josefa Korčáka, Ladislava Adamce, Františka Pitry a Petra Pitharta jako ministr financí. Na postu setrval do června 1990. V následném období dále působil v bankovním sektoru, byl nuceným správcem zkrachovalé Banky Bohemia.